# Pedro Álvarez Benavides
Pedro Luis Àlvarez Benavides (Cagua, Venezuela; 1 de febrero de 2001) es un futbolista venezolano que juega como centrocampista en el Zamora Fútbol Club de la Primera División de Venezuela.

## Trayectoria
Formado en las inferiores del Aragua Fútbol Club, Àlvarez formó parte del primer equipo entre 2018 y 2022, disputando 82 encuentros en la Primera División. Como juvenil, jugó a préstamo en Racing Club de Argentina.
En enero de 2023, el centrocampista fichó con el Philadelphia Union II de la MLS Next Pro de Estados Unidos.

## Estadísticas
Actualizado al último partido disputado el 15 de mayo de 2023.
| Club                                 | Div.          | Temporada     | Liga  | Liga  | Copas nacionales | Copas nacionales | Copas internacionales | Copas internacionales | Total | Total |
| Club                                 | Div.          | Temporada     | Part. | Goles | Part.            | Goles            | Part.                 | Goles                 | Part. | Goles |
| ------------------------------------ | ------------- | ------------- | ----- | ----- | ---------------- | ---------------- | --------------------- | --------------------- | ----- | ----- |
| Aragua · Venezuela                   | 1.ª           | 2018          | 9     | 0     | 7                | 0                | —                     | —                     | 16    | 0     |
| Aragua · Venezuela                   | 1.ª           | 2019          | 14    | 0     | —                | —                | —                     | —                     | 14    | 0     |
| Aragua · Venezuela                   | 1.ª           | 2020          | 16    | 0     | —                | —                | 2                     | 0                     | 18    | 0     |
| Aragua · Venezuela                   | 1.ª           | 2021          | 24    | 0     | —                | —                | 6                     | 0                     | 30    | 0     |
| Aragua · Venezuela                   | 1.ª           | 2022          | 19    | 0     | —                | —                | —                     | —                     | 19    | 0     |
| Aragua · Venezuela                   | Total club    | Total club    | 82    | 0     | 7                | 0                | 8                     | 0                     | 97    | 0     |
| Philadelphia Union II Estados Unidos | 3.ª           | 2023          | 4     | 0     | —                | —                | —                     | —                     | 4     | 0     |
| Philadelphia Union II Estados Unidos | Total club    | Total club    | 4     | 0     | 0                | 0                | 0                     | 0                     | 0     | 0     |
| Total carrera                        | Total carrera | Total carrera | 86    | 0     | 7                | 0                | 8                     | 0                     | 101   | 0     |